# Kawalerskie życie na obczyźnie
Kawalerskie życie na obczyźnie – polski film obyczajowy z 1992 roku w reżyserii Andrzeja Barańskiego, zrealizowany na podstawie utworu Życiorys własny robotnika (1930) Jakuba Wojciechowskiego.
Plenery: Łódź (m.in. fabryka „Uniontex” przy ul. Tymienieckiego, Księży Młyn, przędzalnia Poznańskiego przy ul. Ogrodowej, pałac Biedermanna przy ul. Franciszkańskiej, elektrownia Scheiblera przy ul. Tymienieckiego), Pabianice, Zgierz (łaźnia), most tramwajowy nad Nerem w Lutomiersku.

## Opis fabuły
Początek XX wieku. Michał – młody chłopak z Wielkiego Księstwa Poznańskiego – jedzie w głąb Niemiec szukając pracy. Pracując w fabryce włókienniczej poznaje Stefana, z którym się zaprzyjaźnia. Obaj uczestniczą w kursie tańca i form towarzyskich. Jednak wyuczone maniery nie pasują do środowiska, w którym Michał przebywa i staje się przyczyną konfliktów. Z tego powodu Michał przyłącza się do taboru karuzelnika. Bujne życie erotyczne karuzelnika i jego pomocnika Hermana uświadamia Michałowi istnienie tej sfery. Następnie trafia do kotłowni, mieszka u Frau Luther – nienasyconej erotycznie rozwódki. Zbyt mocno przez nią eksploatowany, wyjeżdża do Westfalii. Tam pracuje w kopalni. Zaspokaja swoje potrzeby erotyczne u prostytutek. Po bójce opuszcza kopalnię, ponownie spotyka Stefka.

## Obsada
- Marek Bukowski – Michał
- Bożena Dykiel – Frau Luther
- Magdalena Wójcik – Agata, miłość Michała
- Artur Barciś – Stefan, przyjaciel Michała
- Jan Frycz – Herman
- Marek Walczewski – karuzelnik Schumann
- Ewa Buczko – Angela
- Cynthia Kaszyńska – Regina
- Jarosław Gruda – Franek
- Andrzej Mastalerz – Staszek
- Witold Wieliński – Wacek
- Wiktor Zborowski – Wilhelm, następca Hermana u karuzelnika
- Zofia Merle – gospodyni "myjąca plecy"
- Hanna Stankówna – instruktorka tańca
- Mirosława Marcheluk – matka Reginy
- Paweł Nowisz – ojciec Reginy
- Ewa Zdzieszyńska – właścicielka domu publicznego
- Edward Kusztal – dozorca w fabryce
- Anna Majcher – żona Wilhelma
- Magdalena Warzecha – pierwsza kobieta karuzelnika
- Olga Dorosz – druga kobieta karuzelnika
- Hanna Śleszyńska – trzecia kobieta karuzelnika
- Cezary Pazura – robotnik Wielgos
- Jan Mayzel – sztygar w kopalni
- Ryszard Kotys – inspektor w fabryce
- Bogusław Sochnacki – majster Schulz
- Jan Bógdoł – majster w kopalni
- Wojciech Walasik – robotnik
- Aleksandra Justa – koleżanka Agaty
- Ireneusz Kaskiewicz – podróżny
- Ewa Gawryluk – tańcząca ze Stefanem na kursie tańca
- Jerzy Matula – lekarz
- Jerzy Słonka

i inni